# Petersaurach
Petersaurach település Németországban, azon belül Bajorországban. Lakosainak száma 5051 fő (2023. december 31.). Petersaurach Dietenhofen, Heilsbronn, Neuendettelsau, Lichtenau, Sachsen b.Ansbach, Ansbach, Weihenzell és Bruckberg községekkel határos.

## Népesség
A település népessége az elmúlt években az alábbi módon változott:
| Lakosok száma | 3727 | 2378 | 4880 | 4856 | 4800 | 4894 | 4918 | 4939 | 5050 | 5051 |
|               | 1970 | 1975 | 2011 | 2012 | 2014 | 2015 | 2017 | 2019 | 2022 | 2023 |